# استفانو آنجلری
استفانو آنجلری (انگلیسی: Stefano Angeleri; ۲۶ اوت ۱۹۲۶ – ۳۱ ژانویهٔ ۲۰۱۲) بازیکن فوتبال اهل ایتالیا بود.
از باشگاه‌هایی که در آن بازی کرده‌است می‌توان به باشگاه فوتبال یوونتوس و باشگاه فوتبال آتالانتا اشاره کرد.